# Лизип
Лизип (на старогръцки: Λύσιππος) е древногръцки скулптор и архитект от 4 век пр.н.е. Заедно със Скопас и Праксител, се считат за тримата най-велики скулптори от късния класическия период, носещи прехода към Елинистическия период на Древна Гърция.:с. 55

## Биография
Роден е около 390 г. пр.н.е. в Сикион, Гърция. Той е последовател на известния скулптор Поликлет Стари. Сред работите, считани са негови са: Ерос, опъващ лък (има различни копия, най-доброто стои в Британския музей), Агиас (статуя на атлет, позната от мраморното копие, намерено и запазено в Делфи) и Изтощеният Херкулес и Апоксиомен (атлет, който чисти полепналия пясък по тялото си след борба на стадиона, познат ни от римското мраморно копие, изложено във Ватиканските музеи).
Лизип е придворен скулптор на Александър Македонски и идеализирайки чертите му го представял ту като Аполон, ту като Ахил.:с. 55 Една скулптура на Александър днес стои изложена в Лувъра във Франция.
Според Плиний Стари, той е изработил повече от 1500 творби, всички от които от бронз. Изсича предимно статуи на атлети и герои.:с. 56
Неговият ученик Харес от Линдос е конструирал Родоския колос, едно от седемте чудеса на древния свят.

## Статуи на Лизип
- Ерос, опъващ лък – Рим, Капитолийски музеи
- Сократ – римско копие, Лувъра
- Хермес от Аталанта – Атина – Национален археологически музей, Атина
- Апоксиомен, Ватикански музеи